# Mir Sultan Khan
Mir Sultan Khan (en urdu:میر سلطان خان , Mittha Tawana, Punjab, Raj británico, 1905–Sargodha, Punjab, 25 de abril de 1966) fue un jugador indopakistaní considerado el ajedrecista más importante de su época, su éxito duró solo cinco años, al retirarse del ajedrez y en virtud del clima de Inglaterra volver a Pakistán, donde residió en una granja de su propiedad.
Nació en una familia muy modesta y vivió aquejado de varias enfermedades; aprendió a jugar al ajedrez de forma autodidacta.
Experto en el Chaturanga, su coronel de la armada británica, Naweb, le enseñó las reglas europeas y lo hizo participar en el campeonato de ajedrez de la India de 1928 donde quedó ganador. Más tarde participaría en el Campeonato de Gran Bretaña de ajedrez ganando en 1929, 1932 y 1933. En febrero del año 2024 la FIDE le otorgó post mortem el merecido título de Gran Maestro.